# Layla al-Akhyaliyya
Layla Bint Abullah Bin Chaddad Bin Ka'b Al Akheliyya (d. c. AH 75/694×90/709 CE), ou simplement Layla Al Akheeliyya (Ar. ليلى الأخيليّة) est une célèbre poétesse omeyyade arabe renommée pour son éloquence et pour sa forte personnalité ainsi que pour sa beauté. Près d'une cinquantaine de ses poèmes nous sont parvenus. Ils comprennent des élégies de son amant Tawba ibn Humayyir et du calife ‘Othmân ibn Affân ainsi que les 'obscènes satires' échangées avec le poète Al-Nâbigha al-Jaadî, et des panégyriques destinés aux hommes d'état Omeyyades comme Al-Hajjaj ben Yusef, le Calife Marwān Ier et le Calife Abd al-Malik ibn Marwan.

## Sa vie
Elle est née dans la tribu des Banu 'Amir, la même tribu que Qays ibn al-Mullawah et Layla Al-Aamiriya. Cependant, contrairement à eux, elle était citadine et non pas bédouine.[réf. nécessaire]
Elle s'est éprise durant sa jeunesse de Tawba ibn Humayyir mais son père refusa le mariage et elle a épousé un autre homme nommé Abi Al-Athla’. Tawba continua de lui rendre visite, malgré son mariage jusqu'à ce que son mari se plaigne au Calife ; ce dernier a ordonné à Tawba de quitter la tribu. Son mari ne pouvant supporter la jalousie divorça. Elle a ensuite épousé un poète inconnu et ils eurent beaucoup d'enfants.

## Sa poésie et son Influence
Sa forte personnalité et sa célébrité lui ont permis d'accéder aux cours des palais des Omeyyades.
Elle était l'une des rares femmes poètes arabes à avoir osé parler de son amour en public. Ses poèmes sont particulièrement associés à Tawba b. al-Ḥumayyir. Laylā et Tawba étaient amoureux l'un de l'autre. Mais quand Tawba a demandé Layla en mariage, son père refusa, et maria Layla à un autre homme. Plus tard, Tawba a été tué, et cela a inspiré les lamentations de Layla' ce qui la rendait encore plus audacieuse alors qu'elle était mariée à un autre homme (Sawwar b. Awfa al-Quchayri). Sa poésie ne portait pas uniquement sur l'amour mais était variée ; néanmoins elle a évité de parler de la politique. Cela lui a permis de garder de bonnes relations avec les personnalités influentes. Ses principaux travaux poétiques étaient les échanges de satires qu'elle faisait avec Al-Nâbigha al-Jaadî (40/660 et 63/683) et Ḥumayda bint Nu'mān ibn Bashīr.
Sa poésie a souvent été comparée à celle d'Al-Khansa, mais avec une plus grande diversité d'images ; en effet elle ne se limitait pas au désert, variant ainsi les sujets et les genres. Sa poésie contenait également quelques aspects philosophiques et de la sagesse, généralement attribués à ses nombreux voyages. D'autre part, Layla comptait sur les récompenses financières qu'elle recevait pour ses poèmes pour subvenir à ses besoins.
Elle est décédée en 704 près de la ville de Samawa en Irak lors d'un voyage.
Exemple de sa poésie: 
أحــجاج لا يفـلل سلاحك إنما
المنـايا بكـف الله حيث تراها
إذا هبـط الحجاج أرضاً مريضة
تتبـع أقصـى دائـها فشفـاها
شفاها من الداء العضال الذي بها
غـلام إذا هـز القنـا سقـاها
سقاها دمــاء المارقين وعلـها
إذا جمحت يوماً وخفيـف أذاها
إذا سمـع الحجـاج صوت كتيبة